# Laurent Seguin
Pour les articles homonymes, voir Seguin.
Laurent Seguin (Lyon, 6 octobre 1883 - Paris, 26 mai 1944) est un inventeur et un industriel français.

## Biographie
C'est l'un des fils d'Augustin Seguin (1841-1904), fils aîné du second mariage de Marc Seguin.
Il est l'inventeur du moteur Gnome.